# Los Angeles Film Critics Association Award/Beste Hauptrolle
Der Los Angeles Film Critics Association Award in der Kategorie Beste Hauptrolle (Best Lead Performance) wird seit 2022 vergeben. Zuvor waren Schauspieler in vier nicht genderneutralen Kategorien geehrt worden, darunter jene für die Beste Hauptdarstellerin und den Besten Hauptdarsteller.
Seit Einführung des Preises wurden jedes Jahr zwei Preisträger sowie zweitplatzierte Schauspielleistungen bekanntgegeben. Mehrheitlich waren Frauen erfolgreich. Im Jahr 2023 konnte sich mit Sandra Hüller erstmals eine deutsche Schauspielerin in die Siegesliste einreihen.

## Preisträger
| Jahr | Preisträger            | Film                 | Deutscher Titel                |
| ---- | ---------------------- | -------------------- | ------------------------------ |
| 2022 | Cate Blanchett         | Tár                  | Tár                            |
| 2022 | Bill Nighy             | Living               | Living – Einmal wirklich leben |
| 2023 | Sandra Hüller          | Anatomie d’une chute | Anatomie eines Falls           |
| 2023 | Sandra Hüller          | The Zone of Interest | The Zone of Interest           |
| 2023 | Emma Stone             | Poor Things          | Poor Things                    |
| 2024 | Marianne Jean-Baptiste | Hard Truths          | Hard Truths                    |
| 2024 | Mikey Madison          | Anora                | Anora                          |

## Zweitplatzierte Hauptdarsteller
1. ↑  2022 belegten Danielle Deadwyler (Till – Kampf um die Wahrheit) und die spätere Oscar-Preisträgerin Michelle Yeoh (Everything Everywhere All at Once) gemeinsam einen zweiten Platz.
2. ↑  2023 belegten Andrew Scott (All of Us Strangers) und der später Oscar-nominierte Jeffrey Wright (Amerikanische Fiktion) gemeinsam einen zweiten Platz.
3. ↑  2024 belegten Demi Moore (The Substance) und Fernanda Torres (Für immer hier) gemeinsam einen zweiten Platz.